# English Racing Automobiles
English Racing Automobiles (ERA) je bila britanska automobilistička momčad od 1933. do 1954., a osnovali su je Humphrey Cook, Raymond Mays i Peter Berthon u Burneu u Lincolnshireu. Momčad je od 1946. do 1952. nastupala na neprvenstvenim utrkama Formule 1, gdje je ostvarila preko deset pobjeda. U Svjetskom prvenstvu Formule 1 je nastupala od 1950. do 1952., a najbolji rezultat je ostvario Bob Gerard 1950. u Velikoj Britaniji i Monaku, kada je osvojio šesto mjesto.

## Vanjske poveznice
- ERA - Stats F1